# 上海音乐学院东方乐器博物馆
上海音乐学院东方乐器博物馆 (英語：The Museum of Oriental Musical Instruments)是一座位于上海音乐学院的乐器博物馆。

## 历史
1985年由上海音乐学院老院长贺绿汀倡议开始筹建，1987年11月27日中国民族乐器陈列室建成开馆。1992年改名为东方乐器陈列馆，2001年改为现名。2006年搬迁至徐汇区高安路18弄。
博物馆有四个展厅，分别是中国古代乐器、中国现代乐器、外国民族乐器和少数民族乐器展厅。拥有藏品800多件（套），跨越8000多年，包含全球40多个国家和地区的民族乐器，和全国各地40多个少数民族的特色乐器。

## 营业时间
- 周一至周五：早上九点至下午四点
- 周六周日闭馆
- 寒暑假期间：周一和周四开馆